# Proyecto Dayton
El Proyecto Dayton fue un proyecto de investigación y desarrollo para producir polonio durante la Segunda Guerra Mundial, como parte del Proyecto Manhattan para construir las primeras bombas atómicas. Los trabajos se llevaron a cabo en varios lugares de Dayton (Ohio) y sus alrededores. Los que trabajaron en el proyecto fueron en última instancia los responsables de crear los iniciadores de neutrones modulados a base de polonio que se utilizaron para iniciar las reacciones en cadena de las bombas atómicas.
El Proyecto Dayton comenzó en 1943 cuando Charles Allen Thomas, de Monsanto, fue reclutado por el Proyecto Manhattan para coordinar el trabajo de purificación y producción de plutonio que se llevaba a cabo en varios sitios. Los científicos del Laboratorio de Los Álamos calcularon que una bomba de plutonio requeriría un iniciador de neutrones. Las fuentes de neutrones más conocidas utilizaban polonio y berilio radiactivos, por lo que Thomas se encargó de producir polonio en los laboratorios de Monsanto en Dayton. Si bien la mayor parte de la actividad del Proyecto Manhattan se llevó a cabo en lugares remotos, el Proyecto Dayton se ubicó en un área urbana poblada. Funcionó desde 1943 hasta 1949, cuando se completaron los Laboratorios Mound en las cercanías de Miamisburg (Ohio), y el trabajo se trasladó allí.
El Proyecto Dayton desarrolló técnicas para extraer polonio del mineral de dióxido de plomo en el que se encuentra de forma natural, y de objetivos de bismuto que habían sido bombardeados por neutrones en un reactor nuclear. En última instancia, los iniciadores de neutrones basados en polonio se utilizaron tanto en el Little Boy (de tipo cañón) como en el Fat Man (de tipo implosión), utilizados en los bombardeos atómicos de Hiroshima y Nagasaki, respectivamente. El hecho de que el polonio se utilizara como iniciador ese mantuvo como secreto hasta la década de 1960; sin embargo, George Koval, quien era un técnico del Destacamento de Ingenieros Especiales (Special Engineer Detachment, SED) del Proyecto Manhattan, se infiltró en el Proyecto Dayton como espía de la Unión Soviética.

## Antecedentes
En diciembre de 1942, durante la Segunda Guerra Mundial, Charles Allen Thomas, químico y director de investigación de Monsanto en San Luis, se unió al Comité de Investigación de Defensa Nacional (National Defense Research Committee, NDRC) como jefe adjunto de su octava División, que era responsable de propulsores, explosivos y similares. A principios de 1943, viajó al este con Richard C. Tolman, miembro de la NDRC, y James B. Conant, presidente de la Universidad de Harvard y presidente de la NDRC, para presenciar una demostración de un nuevo explosivo submarino. Conant y Tolman aprovecharon la oportunidad para investigar en silencio los antecedentes de Thomas. Luego fue invitado a una reunión en Washington D. C., con el general de brigada Leslie R. Groves, Jr., director del Proyecto Manhattan en tiempos de guerra, responsable de la construcción de una bomba atómica. Cuando llegó allí, Thomas descubrió que Conant también estaba presente.
Groves y Conant esperaban aprovechar la experiencia industrial de Thomas. Le ofrecieron un puesto como adjunto de Robert Oppenheimer, el director del Laboratorio de Los Álamos en Nuevo México, pero él no deseaba trasladar a su familia ni renunciar a sus responsabilidades en Monsanto. En su lugar, aceptó el papel de coordinar el trabajo de purificación y producción de plutonio que se llevaba a cabo en Los Álamos, el Laboratorio Metalúrgico en Chicago, el Laboratorio de Radiación en Berkeley y el Laboratorio Ames en Iowa. La química y la metalurgia en Los Álamos serían dirigidas por el joven Joseph W. Kennedy.
En Los Álamos, el físico Robert Serber propuso que, en lugar de depender de la fisión espontánea, la reacción en cadena dentro de la bomba atómica debería ser desencadenada por un iniciador de neutrones. Las fuentes de neutrones más conocidas fueron el radio-berilio y el polonio-berilio. Se eligió este último, ya que el polonio tiene una vida media de 138 días, lo que lo hace lo suficientemente intenso como para ser útil, pero no lo suficientemente longevo como para almacenarlo. Thomas se encargó del desarrollo de técnicas para refinar industrialmente el polonio para su uso con berilio en los iniciadores de neutrones internos "erizo". Este esfuerzo se convirtió en el Proyecto Dayton.

## Organización

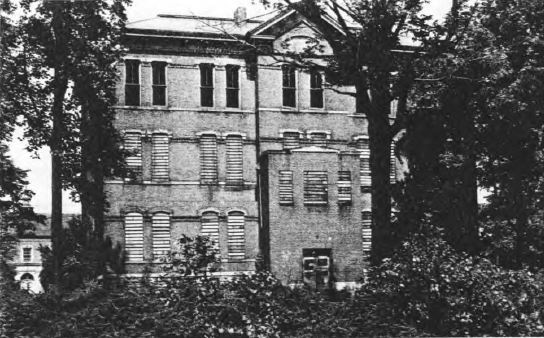
Proyecto Dayton: Unidad III en septiembre de 1943

Thomas trajo personal clave de la planta de Monsantos en Dayton (Ohio), incluyendo a Caroll Hochwalt, James Lum y Nicholas Samaras. Thomas se convirtió en Director del Proyecto Dayton, con Hochwalt como Director Asistente del Proyecto y Lum como Director de Laboratorio. Decidieron que se necesitarían unos doce químicos, y Lum se dedicó a reclutar profesores, estudiantes de posgrado y químicos industriales de universidades y laboratorios de la zona. El primero de estos reclutas comenzó en agosto de 1943, pero pocos tenían experiencia con la radioquímica. El número aumentó de 46 empleados a tiempo completo a finales de 1943 a 101 a finales de 1944, 201 a finales de 1945 y 334 a finales de 1946, incluyendo 34 miembros del Destacamento de Ingenieros Especiales del Ejército.

## Ubicaciones
El espacio de oficinas se encontró inicialmente en las oficinas de Monsanto en 1515 Nicholas Rd, que se conoció como Unidad I. La Unidad II fue la fábrica de propulsores de cohetes de Monsanto en Betty Lane, cerca de la Ruta Estatal 741 de Ohio. Si bien fue administrado por Monsanto, no fue utilizado por el Proyecto Dayton. En el lugar se manejaban explosivos, como nitrato de amonio y picrato de amonio, pero no se manipulaban materiales radiactivos. El trabajo en la Unidad II cesó en el otoño de 1945. Se consideró su uso en diciembre de 1946, pero esta propuesta fue rechazada a favor de la construcción de una barraca Quonset en la Unidad III.
Se encontró un sitio de laboratorio en el 1601 W. Primera calle que originalmente había sido construida para albergar el Seminario Bonebrake. Era un edificio de ladrillo de tres pisos construido en 1879 y propiedad de la Junta de Educación de Dayton, que lo utilizaba como almacén. Monsanto arrendó el sitio el 15 de octubre de 1943 y comenzó a convertirlo en un laboratorio conocido como Unidad III. El edificio estaba en mal estado cuando el Proyecto Dayton se hizo cargo de él, con muchas ventanas rotas, y faltaba la escalera entre el segundo y el tercer piso. Se instalaron nuevas instalaciones de calefacción e iluminación, se reemplazaron las ventanas, se colocaron nuevos pisos y se volvieron a enlucidar algunas habitaciones. Se agregaron un par de casetas de vigilancia conocidas como edificios J y K, así como un cobertizo de almacenamiento de productos químicos conocido como edificio F, y una cerca de alambre. El 25 de septiembre se trasladaron allí las actividades de laboratorio desde la Unidad I. Inicialmente, solo se ocuparon los dos pisos inferiores, lo que proporcionó 560 metros cuadrados (6,000 pies cuadrados) de espacio para laboratorios. Más tarde, también se tomó el tercer piso, proporcionando otros 280 metros cuadrados (3,000 pies cuadrados). En mayo de 1945, se construyeron cinco edificios temporales adicionales en terrenos arrendados a la Junta de Educación que albergaban oficinas, una cafetería, vestuarios, un laboratorio de física y una lavandería. También se construyó una nueva caseta de vigilancia. A esto se sumaron dos edificios portátiles en 1946.

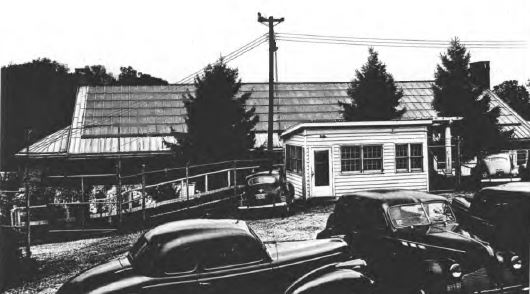
Proyecto Dayton: Unidad IV en octubre de 1947

En 1944, el espacio se estaba agotando, y Monsanto comenzó las negociaciones para adquirir el Runnymede Playhouse en el rico suburbio residencial de Dayton (Oakwood). Construido en 1927, el Playhouse era una instalación de ocio que incluía una piscina al aire libre, un salón de baile, una cancha de squash, una cancha de tenis con piso de corcho y un escenario para teatro comunitario. Tenía duchas con mármol italiano y un garaje de 1 1⁄2 pisos. La finca era propiedad de Talbott Realty Company, que estaba controlada por la familia de la esposa de Thomas. Los Talbott estaban entre los herederos de la compañía Delco, que por entonces formaba parte de General Motors. El Ayuntamiento de Oakwood quería el Playhouse como centro comunitario. Thomas compareció ante el consejo y les aseguró que no sufriría daños, aunque no pudo revelar para qué pensaba utilizarlo. Cuando Talbott Realty se mostró reacio a vender, el Cuerpo de Ingenieros del Ejército de los Estados Unidos condenó la propiedad, que se convirtió en la Unidad IV el 15 de febrero de 1944. El 10 de marzo de 1944 se firmó un contrato de arrendamiento, en virtud del cual Talbott Realty recibía 4.266,72 dólares anuales por la propiedad. El arrendamiento era inicialmente hasta el 30 de junio de 1944, pero luego se prorrogó anualmente hasta el 30 de junio de 1949. El contrato de arrendamiento especificaba que la propiedad se devolvería en su estado original. Se dijo a Talbott Realty que la propiedad se utilizaría para producir películas de entrenamiento.

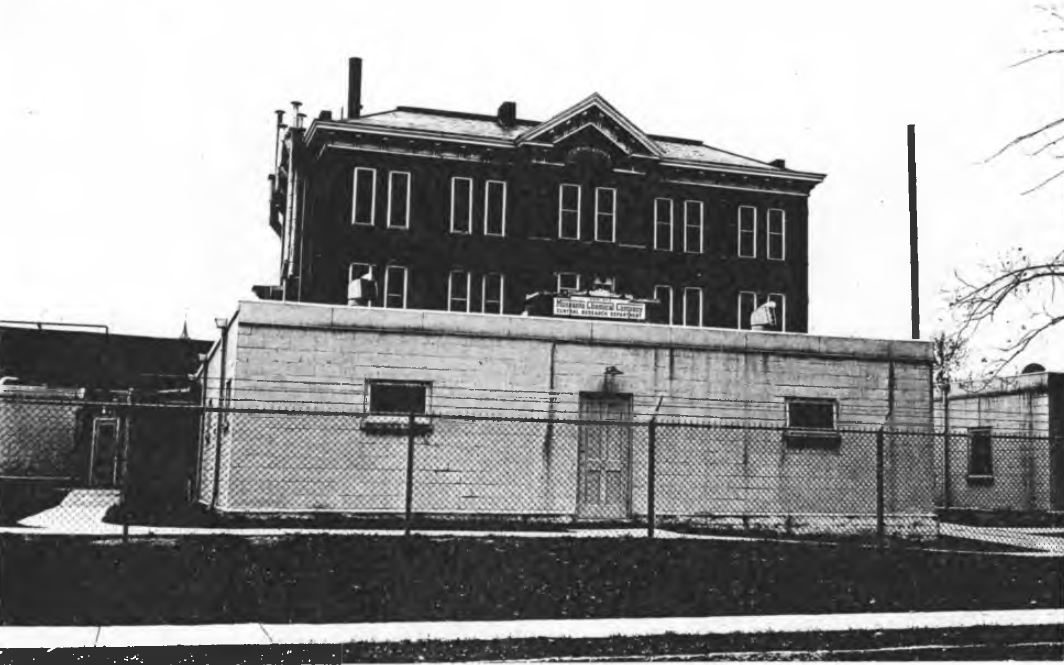
Proyecto Dayton: Unidad III en octubre de 1947

La remodelación comenzó el 17 de marzo de 1944. Las pistas de tenis se subdividieron en varias salas. Se rebajó el techo y se añadieron sistemas de calefacción, aire acondicionado y filtración de aire. Uno de los invernaderos se convirtió en muelle de carga. La propiedad se rodeó de una alambrada iluminada por la noche y patrullada las 24 horas del día por guardias armados; había 43 guardias en las unidades III y IV. El Grupo de Producción comenzó a instalarse el 1 de junio. Se añadieron tres casetas de vigilancia y una alambrada. Los cambios en el emplazamiento se redujeron al mínimo para facilitar su restauración posterior. Al estar situado en una zona residencial, también se intentó minimizar el ruido y otras molestias.
En mayo de 1945, Monsanto alquiló a General Electric tres plantas de un almacén en el 601 East Third Street. Al principio se utilizó para recibir y almacenar los equipos utilizados por el Proyecto. Más tarde, la cuarta planta se utilizó como espacio de oficinas, y en la quinta se estableció un laboratorio donde se llevaron a cabo estudios sobre los efectos del polonio en animales de laboratorio. El análisis de las muestras de bioensayo se realizaba allí para minimizar el peligro de contaminación de las muestras por polonio.

## Investigación
Pocas personas habían visto antes el polonio. Era un metal plateado. En una habitación oscura, desprendía un inquietante resplandor púrpura. El polonio se encuentra de forma natural en diversos minerales, y se calcula que los residuos de dióxido de plomo de la refinería de Port Hope (Ontario), sobrantes tras la eliminación del uranio y el radio, contenían entre 0,2 y 0,3 miligramos (entre 0,0031 y 0,0046 gr) de polonio por tonelada métrica. Un curie de polonio pesa aproximadamente 0,2 miligramos (0,0031 gr). Port Hope ya tenía un contrato con el Proyecto Manhattan para el suministro y refinado de mineral de uranio. Los primeros 3.290 kilogramos (7.250 lb) de dióxido de plomo radiactivo se entregaron al Proyecto Dayton el 10 de noviembre de 1943. El primer lote de 230 kilogramos (500 lb) se procesó el 8 de diciembre, lo que permitió disponer de 30 microcuries (1,1 MBq) de polonio para experimentos una semana más tarde.
Se investigaron tres procesos para extraer el polonio del mineral. J. H. Dillon, de la Firestone, había patentado un proceso en el que el óxido de plomo se disolvía en ácido clorhídrico:
PbO
2 + 4 HIC → PbCl
2 + Cl
2 + 2H
2O
A continuación, el polonio podía depositarse sobre láminas de cobre o níquel. Para ello se necesitaba un equipo a gran escala revestido de vidrio que no estaba disponible en Dayton, pero sí en la planta B de Monsanto, en Monsanto (Illinois). Después de que las pruebas a pequeña escala en la Unidad III revelaran que el proceso era práctico, se enviaron unas tres toneladas de dióxido de plomo a la planta B y se recuperaron 2,50 curies (93 GBq). La eliminación del polonio de las láminas de cobre y níquel resultó más problemática.
Un segundo método que se intentó fue un proceso de horno. La idea era simplemente tostar el dióxido de plomo y vaporizar el polonio. El problema era que el dióxido de plomo se escorificaba a 700 °C (1.292 °F), una temperatura demasiado baja para que el proceso funcionara. Así que se probó con ortofosfato de plomo, que se escorificaba a 900 °C (1.650 °F). Se fabricó mezclando el dióxido de plomo con ácido fosfórico. Los experimentos demostraron que el polonio se vaporizaba bien cuando el ortofosfato de plomo se calentaba a 750 °C (1.380 °F) durante cuatro horas. Desgraciadamente, el proceso tuvo problemas con el polvo y otras materias extrañas, así como con la contaminación del personal y los equipos implicados.
El tercer método consistía en disolver el dióxido de plomo en una mezcla de ácido nítrico concentrado y peróxido de hidrógeno:
PbO
2 + 2HNO
3 + H
2O
2 → Pb(NO
3)
2 + O
2 + 2H
2O
Se demostró que ésta era la mejor manera de separar el polonio del dióxido de plomo, aunque hubo problemas con la precipitación de diversos contaminantes, entre ellos el hierro y el aluminio. Aunque se trataron unas 32 toneladas métricas (35 toneladas cortas) de dióxido de plomo con ácido nítrico y se produjeron unos 40 curies (1,5 TBq) de polonio, el proceso no pasó de la fase piloto porque se dispuso de una fuente mejor de polonio. El dióxido de plomo no fue comprado por el Proyecto Manhattan, y a principios de la guerra había sido adquirido por el gobierno canadiense. En junio de 1945, el plomo se precipitó como una lechada de carbonato de plomo y se envió a la zona de Madison Square del distrito de Manhattan para ser secado y devuelto a Canadá.

## Producción
El polonio también podía producirse por irradiación neutrónica de bismuto. En 1943, el único polonio que se producía de este modo era en ciclotrones, pero el desarrollo de reactores nucleares del Proyecto Manhattan ofrecía la perspectiva de producir grandes cantidades de polonio de este modo:
{\displaystyle {\ce {^{209}_{83}Bi}}} + n → {\displaystyle {\ce {^{210}_{83}Bi}}} →{\displaystyle {\ce {^{210}_{84}Po}}} + β
Una tonelada métrica de bismuto irradiada en el reactor de grafito X-10 del Proyecto Manhattan en Obras de ingeniería de Clinton (Clinton Engineer Works, CEW) de Oak Ridge (Tennessee), contenía entre 32 y 83 curies (1,2 y 3,1 TBq) de polonio, lo que suponía una gran mejora respecto a los rendimientos del dióxido de plomo de Port Hope. El bismuto irradiado procedía de Clinton en forma de ladrillos de 30,5 por 9,5 por 9,5 centímetros (12 por 3,75 por 3,75 pulgadas) que pesaban unos 26 kilogramos (58 libras). Se enviaron a Dayton por ferrocarril en cajas de madera, que se almacenaron en una cavidad revestida de azulejos en el suelo de la Unidad IV.
Estos procedimientos eran adecuados porque la cantidad de polonio en el bismuto era todavía bastante baja, pero a partir de junio de 1945, el Proyecto Dayton empezó a recibir bismuto irradiado en los reactores más potentes del emplazamiento de Hanford, en Washington, que se convirtió ahora en la principal fuente de suministro. Incluso en Clinton, el bismuto desprotegido resultó problemático cuando un ladrillo se rompió y las astillas cayeron en los contenedores de las babosas de uranio, y tuvieron que ser peligrosamente separadas a mano por el personal del proyecto. Por ello, las babosas de bismuto irradiadas en los reactores de Hanford se enlataron en aluminio. Las babosas enlatadas tenían un diámetro de 3,8 centímetros (1,5 pulgadas) y una longitud de 10 o 20 centímetros (4 u 8 pulgadas). El problema era que el aluminio contenía impurezas como hierro, manganeso, cobre, plomo, estaño, zinc, silicio, titanio, níquel, magnesio, cromo, vanadio, bismuto y galio, que al irradiarse podían formar isótopos radiactivos. La mayoría de ellos eran de poca importancia para el Proyecto Dayton, ya que tenían vidas medias cortas y se volverían inofensivos durante el periodo de enfriamiento de las babosas en el agua de Hanford; pero el hierro podía formar hierro-59, que tenía una vida media de 45 días y producía radiación gamma. Por tanto, las babosas se enviaron en barriles, cada uno de los cuales contenía varios tubos que contenían las babosas. Los espacios entre los tubos se rellenaban con plomo. En Dayton, las babosas se almacenaban en una caja fuerte forrada de plomo con puertas a ambos lados que contenían tubos. También se almacenaban bajo el agua en estanterías, y podían extraerse con pinzas. Un periscopio permitía comprobar las marcas de identificación de las babosas sin sacarlas de la piscina.
A finales de 1946, Hanford enviaba material que contenía hasta 13.200 curies (490 TBq) por tonelada métrica de bismuto. Se compró bismuto a ASARCO (American Smelting and Refining Company) de la mayor pureza que podía producir. Se envió a Hanford, donde se enlató, y se colocó dentro de un reactor durante 100 días. A continuación, las babosas irradiadas se enviaron por carretera a la Unidad IV, donde se bañaron en ácido clorhídrico, que disolvió el aluminio. Se formaba así una solución de cloruro de aluminio que se desechaba, ya que era altamente radiactiva debido a las impurezas de hierro del aluminio. A continuación, los fragmentos de bismuto se disolvían en agua regia. El ácido nítrico se eliminó y el polonio se depositó sobre el bismuto añadiendo bismuto en polvo. El resultado fue una concentración de 100-1. A continuación, se repitió la operación disolviéndolo de nuevo en agua regia para obtener una concentración de 1000-1. Se disolvió de nuevo y el polonio se depositó sobre el bismuto. Se disolvía de nuevo y el polonio se electrochapado sobre láminas de platino. El principal problema del proceso era que requería recipientes revestidos de vidrio debido al agua regia, y mecanismos para la manipulación segura del material radiactivo. El Proyecto Dayton exploró métodos de purificación alternativos que resultaron viables, pero menos eficaces o seguros.
El primer envío de polonio partió hacia Los Álamos el 15 de marzo de 1944 en una maleta forrada de plomo transportada por un mensajero militar. A partir de entonces se hicieron envíos regulares. Las pruebas de iniciadores en Los Álamos requerían más polonio del previsto y, en diciembre de 1944, Oppenheimer se vio obligado a preguntar a Thomas si podía enviar 20 curies (0,74 TBq) al mes. El Proyecto Dayton pudo hacerlo. En febrero de 1945, Thomas aceptó aumentar los envíos a 100 curies (3,7 TBq) al mes en junio, y a 500 al mes en diciembre.
El coste total del Proyecto Dayton hasta finales de 1946 fue de 3.666.507 dólares (57,3 millones de dólares actuales).
| Fecha                    | Costo          |
| ------------------------ | -------------- |
| mayo-noviembre 1943      | $ 133 275,42   |
| enero-diciembre 1944     | $ 996 538,41   |
| enero-diciembre 1945     | $1 131 644,59  |
| enero-diciembre 1946     | $ 1 605 048,93 |
| Gastos totales 1943-1946 | $ 3 866 507,35 |

## Salud y seguridad
Los empleados del Proyecto Dayton no podían comer ni fumar en las zonas de procesamiento, y tenían que lavarse las manos antes de abandonarlas. Los químicos llevaban equipo de protección, con guantes quirúrgicos, de tela y de goma colocados en tres capas. Al salir para comer o al final del turno, tenían que lavarse las manos con ácido clorhídrico diluido, Clorox diluido y jabón. El residuo radiactivo de las manos se medía con un contador Geiger especial diseñado a tal efecto por el físico John J. Sopka. No se permitían más de mil recuentos por minuto y por mano. Tenían que ducharse al final de cada jornada de trabajo y se les sometía a análisis de orina semanales. Los empleados con niveles elevados de polonio no podían acceder a las zonas de procesamiento. Trabajar con polonio sin propagar la contaminación resultó casi imposible. Afortunadamente, el polonio no busca huesos como el radio o el plutonio, por lo que se elimina fácilmente por la orina. Ya se habían desarrollado métodos de detección, lo que facilitaba su seguimiento. La empleada de la Unidad IV con los niveles más altos de polonio en la orina se había contaminado el pelo y a menudo se llevaba horquillas a la boca.

## Espionaje
George Koval fue reclutado por el Ejército de los Estados Unidos en 1943 y se incorporó al Destacamento de Ingenieros Especiales del Proyecto Manhattan. Inicialmente fue destinado a Obras de ingeniería de Clinton, donde su trabajo como oficial de física sanitaria le dio acceso a gran parte de las instalaciones. Comenzó a pasar secretos relacionados con la producción de polonio en Oak Ridge a la Unión Soviética a través de su contacto en la inteligencia militar soviética (Glavnoje Razvedyvatel'noje Upravlenije, GRU por sus siglas en ruso), cuyo nombre en clave era «Clyde». En 1945 Koval fue trasladado a Dayton. De nuevo, su trabajo como oficial de física sanitaria le dio amplio acceso a la instalación secreta. En 2007, el presidente ruso Vladímir Putin concedió póstumamente a Koval una estrella de oro, convirtiéndole en héroe de la Federación Rusa por su trabajo como espía del GRU «Delmar». Las autoridades rusas declararon que el iniciador de su bomba Joe 1 había sido «preparado según la receta proporcionada por Delmar» El hecho de que se utilizara polonio como iniciador permaneció clasificado hasta la década de 1960.

## Iniciadores
Después de que Leonard I. Schiff calculara que un iniciador podría mejorar la eficacia de un arma de fisión de tipo cañón, Oppenheimer dio su aprobación el 15 de marzo de 1945 para que se incluyeran iniciadores en el diseño de Little Boy. Los iniciadores se probaron para garantizar que eran lo suficientemente resistentes como para soportar el transporte en un avión y su caída accidental. Finalmente, se enviaron unos cuarenta iniciadores a Tinián, donde se insertaron cuatro en la bomba que se utilizó en el bombardeo de Hiroshima.
El iniciador utilizado en el diseño de implosión de la bomba Fat Man que se lanzó sobre Nagasaki llevaba el nombre en clave de «erizo». Para aumentar la eficacia de la explosión, el iniciador tenía que emitir un gran número de neutrones en unos pocos microsegundos mientras el núcleo de plutonio estaba totalmente comprimido. En el corazón del erizo había una esfera sólida de berilio de 0,4 centímetros de diámetro. Estaba bañada en oro y recubierta con 20 curies (0,74 TBq) de polonio. El oro impedía que las partículas alfa del polonio golpearan el berilio. Se colocó dentro de dos semiesferas de berilio con 15 ranuras paralelas en la superficie interior. Estas ranuras convertían la onda de choque de la implosión en chorros que rompían las esferas y hacían que el berilio y el polonio se mezclaran y emitieran neutrones. Las semiesferas estaban niqueladas y la superficie exterior estaba recubierta de oro y 30 curies (1,1 TBq) de polonio. El iniciador de 2,0 centímetros (0,79 pulgadas), caliente al tacto, encajaba perfectamente en el orificio de 20 milímetros (0,8 pulgadas) situado en el centro del pozo de plutonio. 

## Laboratorios Mound

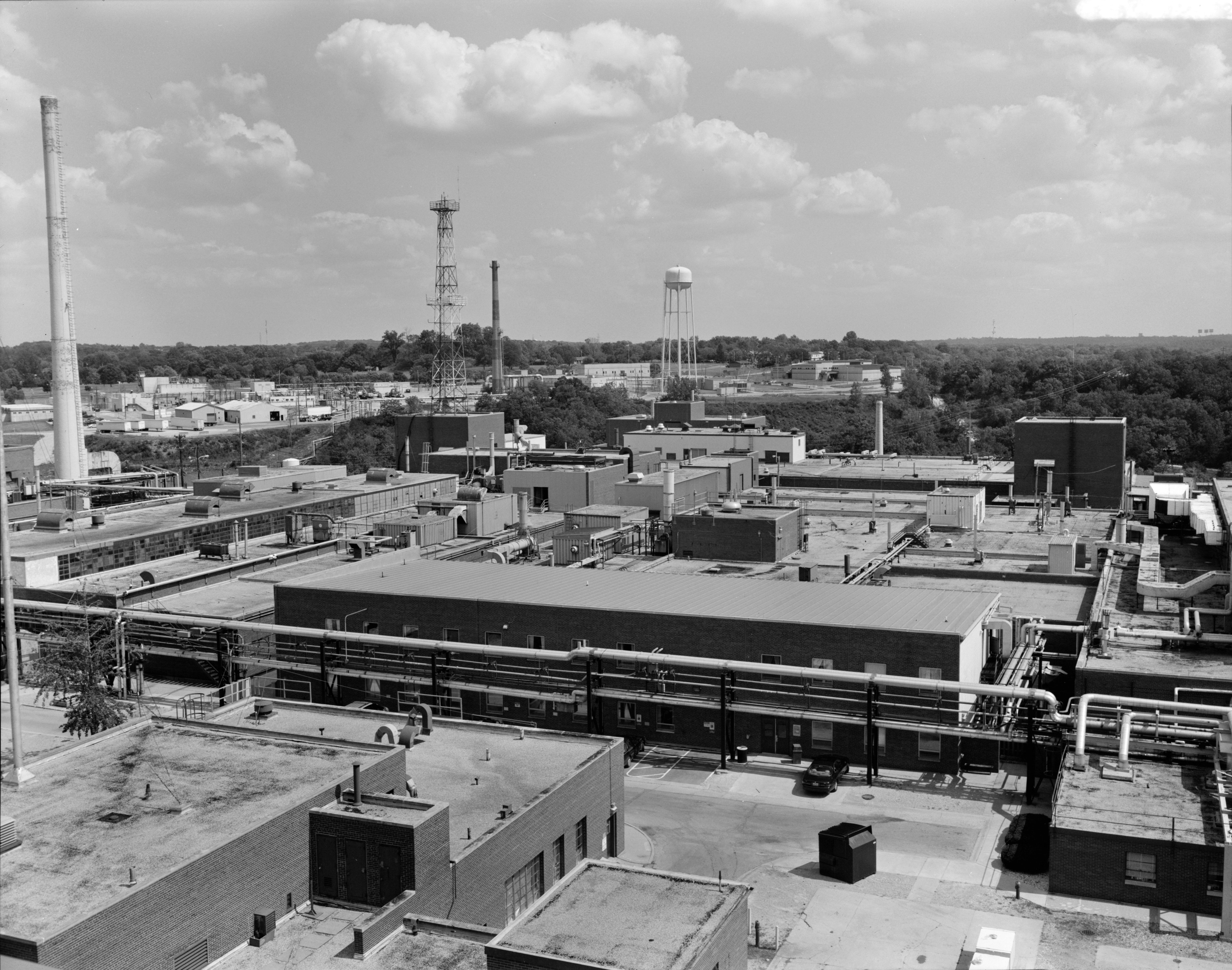
Vista hacia el sureste sobre los Laboratorios Mound

En 1945, el Proyecto Dayton había adquirido tal importancia que el Proyecto Manhattan decidió convertirlo en una instalación permanente. La intención original era trasladar las operaciones a Oak Ridge, pero se decidió que era preferible un emplazamiento cerca de Dayton. Pocos miembros del personal científico y técnico querían trasladarse a Tennessee, y existía preocupación por los peligros de contaminación por polonio en un lugar de procesamiento de plutonio. A principios de 1946 se inició la búsqueda de un lugar adecuado y se encontró uno en Miamisburg, a unos 19 kilómetros (12 mi) de Dayton. El emplazamiento de 72 hectáreas (178 acres) estaba junto a un parque estatal que contenía un gran túmulo prehistórico indio, que finalmente dio nombre a los Laboratorios Mound. Inicialmente se conocía como Unidad V. Monsanto inició la construcción en mayo de 1946, utilizando como arquitectos a la firma de Detroit Giffels and Vallet, mientras que la planta fue construida por Maxon Construction de Dayton. El diseño preveía un complejo subterráneo capaz de resistir el impacto directo de una bomba de 910 kilogramos (2.000 libras), con protección contra armas biológicas y químicas, a un coste de 17.900.000 dólares.
La responsabilidad de la producción de armas nucleares se transfirió del Proyecto Manhattan a la Comisión de Energía Atómica en 1947, pero se siguió trabajando en los Laboratorios Mound. El primer edificio se terminó en mayo de 1948 y el procesamiento del polonio comenzó en los Laboratorios Mound en febrero de 1949. En total, se construyeron 14 edificios principales con una superficie total de 34.000 metros cuadrados (366.000 sq ft) y un coste de 25,5 millones de dólares. Debido al temor a ataques o sabotajes, el antiguo Complejo de Laboratorios Scioto en Marion (Ohio), fue adquirido por la Comisión de Energía Atómica en 1948. Se mantuvo como emplazamiento de reserva fría hasta que dejó de ser necesario en 1953.

## Limpieza del emplazamiento
La Unidad I siguió siendo utilizada por Monsanto como instalación administrativa hasta 1988, año en que fue demolida. El terreno se vendió a Quality Chemicals en 1992 y, posteriormente, a DuPont en 2002. La Unidad III, el antiguo Seminario Teológico de Bonebrake, se descontaminó en 1950 y se devolvió al Consejo de Educación de Dayton. El edificio original del seminario fue demolido posteriormente, pero quedan varias estructuras del Proyecto Dayton. El 10 de mayo de 2006, el emplazamiento fue incluido en el Registro Nacional de Lugares Históricos. Aunque el contrato de arrendamiento de la Unidad IV, el antiguo Runnymede Playhouse, especificaba que debía ser devuelto, se consideró que estaba demasiado contaminado. El edificio fue demolido en febrero de 1950. Se retiraron los adoquines del camino de entrada y 2,1 metros de tierra de debajo de la casa. La excavación se rellenó y el solar se devolvió a la familia Talbott, que recibió una indemnización de 138.750 dólares. En 2017, lo único que queda de la casa de juegos original es un pomo de latón y parte del tejado del invernadero, que forman parte de la colección del Museo de la Ciencia y la Energía de Mound. Residencias privadas ocupan ahora el lugar. El almacén de Dayton fue descontaminado en 1950 y devuelto a sus propietarios. Los Laboratorios Mound siguieron produciendo iniciadores de polonio hasta 1969. El polonio siguió produciéndose allí para su venta comercial y su uso en satélites hasta 1972. Los laboratorios se clausuraron en 1993 y la zona se descontaminó. En 2017, alberga el Centro de Tecnología Avanzada de Mound.
En 1996, el Departamento de Energía, que había sucedido a la Comisión de Energía Atómica, decidió que, dado que los terrenos de Dayton ya habían sido descontaminados, no se justificaba su inclusión en el Programa de Acciones de Saneamiento de Antiguos Lugares Utilizados (Formerly Utilized Sites Remedial Action Program, FUSRAP) del Cuerpo de Ingenieros del Ejército. A la comunidad local de Dayton le preocupaba que la limpieza no cumpliera las normas medioambientales del siglo XXI. Por ello, el estado de Ohio solicitó al Congreso de los Estados Unidos que el Cuerpo de Ingenieros del Ejército llevara a cabo una revisión. Ésta se llevó a cabo en 2004 y 2005. La revisión concluyó que no se habían encontrado contaminantes radiactivos que justificaran su inclusión en el FUSRAP.